# Reform Act 1867
Ne doit pas être confondu avec Reform Act 1832.

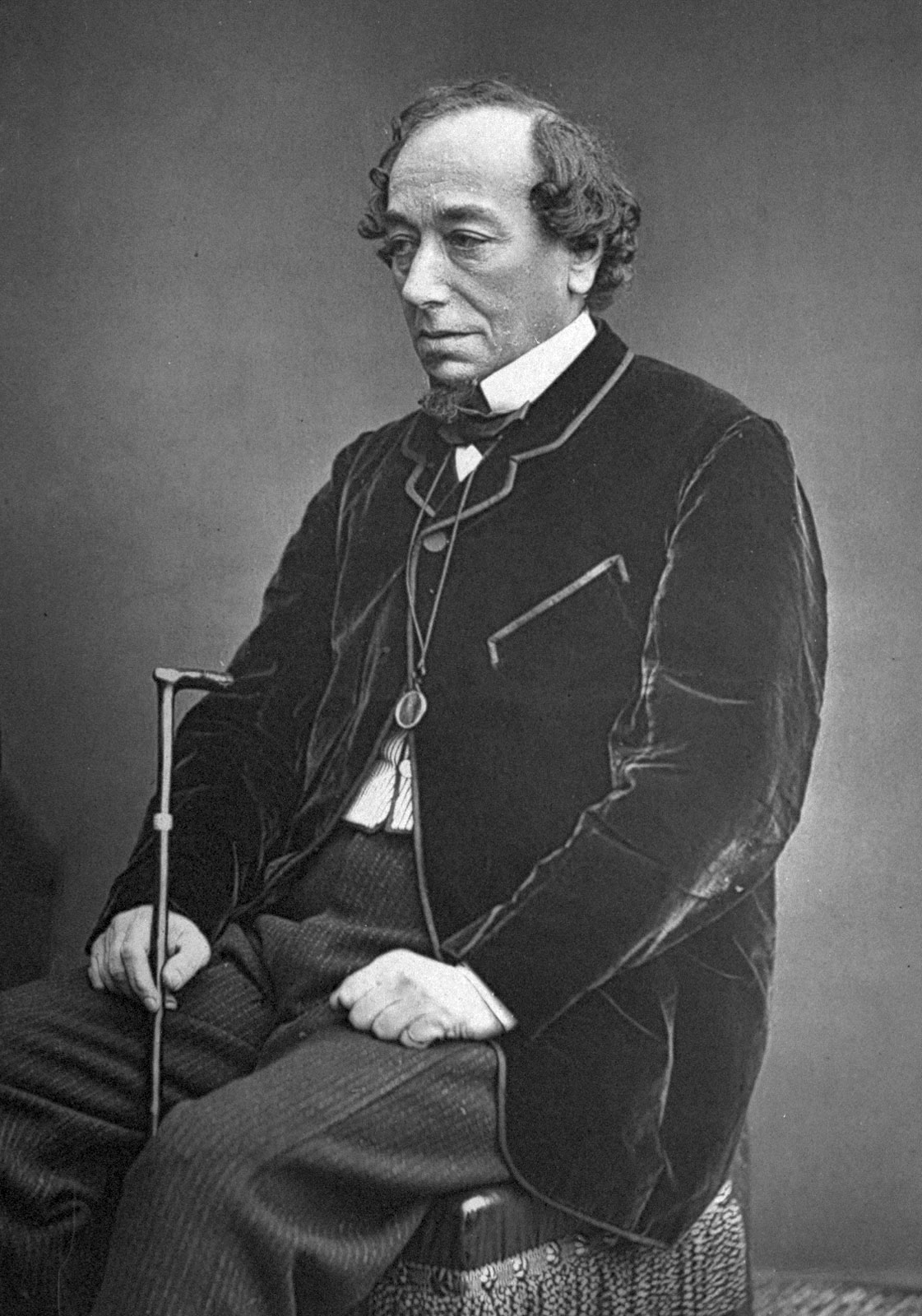
Portrait photographique de Benjamin Disraeli

Le Reform Act de 1867 est une loi promulguée pour élargir la base électorale en Angleterre à une partie des couches laborieuses. Cette réforme électorale permit de doubler le nombre d'électeurs qui passa ainsi à environ 2 millions,, soit un cinquième de la population totale de l'Angleterre et du Pays de Galles. Elle donna le droit de vote à tous les locataires en résidence depuis plus d'un an dans la même circonscription, abolissant par là même la pratique du compounding, une taxe locative qui servait à certains propriétaires pour payer les impôts locaux leur garantissant le droit de vote.

## Historique
Pendant de nombreuses années après le Reform Act 1832, les gouvernements successifs repoussèrent les tentatives des chartistes visant à poursuivre la réforme électorale. Après 1848, le mouvement pour la charte populaire déclina rapidement et les élites s'en détournèrent. Il fallut attendre 1860 pour que Lord John Russell ravive la polémique au Parlement. Mais le premier ministre de l'époque, Lord Palmerston, était farouchement opposé au projet et y fit barrage jusqu'à sa mort en 1865.
En 1866, Earl John Russell devint premier ministre et présenta un projet de loi pour une nouvelle réforme électorale. Celle-ci se voulait limitée aux travailleurs "respectables", c'est-à-dire qualifiés, en imposant des conditions de ressources. Le projet fut bien reçu par la majorité des Libéraux qui n'y voyaient pas de menace sérieuse à la domination de la classe moyenne à la Chambre des communes.
Toutefois, le vote montra une division dans les députés libéraux en place. En effet, Benjamin Disraeli avait convaincu les plus conservateurs des députés libéraux de voter contre le projet. Ces Libéraux furent nommés les Adullamites par John Bright. Les Conservateurs (Tories) menés par Disraeli, et les Adullamites firent échouer le projet de loi. Le gouvernement de Russell démissionna parce qu'il ne pouvait plus faire passer aucune réforme. Les Conservateurs formèrent ainsi un nouveau gouvernement le 26 juin 1866, avec Lord Derby en tant que premier ministre et Benjamin Disraeli en tant que Chancelier de l'Échiquier, qui se fixa pour but de profiter de l'état de faiblesse du parti libéral pour relancer le Conservatisme. Mais cela ne fut pas sans difficulté car, bien que sujet à des dissensions internes, les Libéraux étaient toujours majoritaires à la Chambre des Communes. Disraeli joua alors de son influence auprès des Alludamites, qui, malgré leur opposition à la réforme, avait refusé d'entrer dans la composition du nouveau gouvernement, pour proposer son propre projet de réforme électorale
Ces débats à la Chambre des Communes furent accompagnés d'un soutien croissant de la population. Les grands rassemblements organisés par le député radical John Bright pour promouvoir la réforme, les Hyde Park riots et le sentiment croissant chez les travailleurs qualifiés d'avoir une place importante dans la société contribuèrent à convaincre la population de la nécessité d'une réforme.
La Reform League, qui défendait l'idée du suffrage universel, multiplia les manifestations d'importance dans les rues de Manchester, Glasgow entre autres. Bien que ne poussant pas à la révolution comme le mouvement chartiste des années 1840, l'ampleur de l'engouement populaire pour cette réforme lui est comparable. Le point culminant de la mobilisation eut lieu quand le gouvernement interdit la manifestation prévue en mai dans Hyde Park. Des milliers de soldats et de policiers furent mobilisés, mais l'affluence fut telle que le gouvernement n'osa pas sonner la charge. À la suite de cela, le ministre de l'intérieur (Home Secretary), Spencer Walpole, fut contraint de démissionner.
Face à l'ampleur de la mobilisation populaire, le gouvernement fut contraint par l'opposition d'inclure dans son projet de loi des amendements visant à élargir la base électorale. La dernière version du projet de loi proposée par les Conservateurs était encore restreinte aux classes moyennes. Selon ses termes, le droit de vote aurait été élargi à tous les locataires payant leurs impôts locaux directement et non plus par "compounding", et une double voie aurait été accordée aux diplômés, aux professionnels établis et à tous ceux ayant plus de 50 £ d'économies. Mais William Gladstone, alors à la tête des Libéraux, prit position pour une réforme plus radicale, et Disraeli finit par accepter une réforme bien plus libérale que celle à laquelle il s'était opposé l'année précédente. Il dut alors convaincre les Conservateurs que l'élargissement de l'électorat leur serait profitable aux élections suivantes et leur permettrait d'être reconduits avec une majorité plus confortable à la Chambre des Communes.